# Équipe du Maroc de rugby à XV
L'Équipe du Maroc de rugby à XV rassemble les meilleurs joueurs du Maroc. Actuellement, les principaux joueurs de l'équipe du Maroc évoluent en France.
Le 19 février 2024, le Maroc occupe la 46e place au classement mondial World Rugby.

## Histoire

### Débuts contre l'Espagne (1931-1932)
Le Maroc a joué son premier match international le 25 décembre 1931 à Rabat, contre l'Espagne : le match est remporté par cette dernière 14 à 6,.
Un autre match contre l'Espagne a été joué trois jours plus tard, et le Maroc a réussi à obtenir le match nul 10 à 10. Les deux équipes se sont encore rencontrées en avril de l'année suivante à Madrid (victoire 14 à 8 de l'Espagne), puis en décembre où l'Espagne l'emporte 14 à 0. Après ces quatre matches, le Maroc n'a plus disputé de rencontre officielle jusqu'en 1967.

### Retour au niveau international et rencontre d'équipes européennes (1967-1990)
Pour son retour au niveau international, lors de l'édition de 1967 de la coupe européenne organisée par la FIRA, le Maroc rencontre son vieil adversaire des années 1930 : l'Espagne, qui l'emporte 3 à 0. L'équipe du Maroc remporte en revanche son premier match le 17 mars 1968 à Casablanca, 6 à 5 face à la même équipe.
Lors de la coupe européenne de 1970, après une défaite face à la France, qui joue avec sa deuxième équipe, le Maroc bat l'Italie à Naples. Il perd en revanche ensuite 25 à 0 à domicile face à la Roumanie. Le Maroc traverse par la suite une période sans succès, s'inclinant lourdement face à plusieurs équipes européennes, jusqu'à une victoire lors du Trophée FIRA 1975, face à la Belgique à Bruxelles.
Le Maroc a connu des résultats mitigés durant le reste de la décennie, s'imposant face à des équipes comme l'Italie ou l'Allemagne de l'Ouest, mais perdant lourdement contre des équipes françaises ou contre la Roumanie. L'équipe a réalisé de meilleures performances dans les années 1980 face à des équipes contre lesquelles il peinait, en particulier les XV de France (par exemple avec défaite honorable 9 à 16 à Casablanca en 1983). L'équipe a connu des résultats mitigés contre ses adversaires traditionnels dans la deuxième partie de la décennie.[source insuffisante]
En tout, l'équipe du Maroc a participé à de nombreuses éditions du Championnat européen de la FIRA, de 1967 à 1997. Elle peut notamment compter dans son palmares deux places sur le podium de la première division du championnat, en 1970-1971 et 1971-1972.

### Compétitions africaines et tentatives de qualification pour la coupe du monde (1990-)
Les années 1990 ont commencé par un 12 à 12 face à la Tunisie. Des rencontres ont été disputées face à d'autres équipes africaines, dont le Zimbabwe, qui participe à la Coupe du monde de 1991 et a battu le Maroc 16 à 0. Ceci a été suivi par plusieurs bonnes performances, bien que le Maroc se soit incliné par plus de 60 points face à l'Italie et une sélection française, avant les qualifications pour la Coupe du monde de 1995 en Afrique du Sud. Son tournoi de qualification a commencé dans le groupe 2 de la zone Afrique, où il a gagné son premier match 6 à 5 face à la Tunisie en octobre 1993. Il s'est ensuite incliné face à la Côte d'Ivoire, mais a été tout de même qualifié pour le deuxième tour. Il s'est alors encore incliné face à la Côte d'Ivoire, puis face au Zimbabwe, avant d'obtenir un match nul face à Namibie, insuffisant pour se qualifier pour la Coupe du Monde.
Le Maroc a pris part au Tour 4 des qualifications de la zone Afrique pour la Coupe du monde de 1999, affrontant encore la Namibie, le Zimbabwe et la Côte d'Ivoire. Le Maroc a fini deuxième de la poule derrière la Namibie et s'est qualifié pour le Tour de repêchage, où il a perdu ses deux rencontres face à l'Uruguay.
Le premier match des années 2000 a été une remarquable victoire 8 à 10 face à la Roumanie à Casablanca. Parmi d'autres matches, le Maroc a joué cette saison-là face à l'équipe sud-africaine des moins de 23 ans. Dans les qualifications pour la Coupe du monde de 2003, le Maroc a disputé le Tour 3 dans une poule à six, s'inclinant d'un point face à la Tunisie et battant la Côte d'Ivoire, mais ne s'est pas qualifié. En février 2003, le Maroc a battu France Amateurs 32 à 22 à Casablanca.
Ayant disputé les qualifications pour la Coupe du monde de 2007, le Maroc est qualifié pour le Tour de repêchage, mais n'a finalement pas été qualifié pour la dernière phase de la coupe du monde.
En décembre 2016, la Fédération algérienne de rugby en collaboration avec Rugby Afrique organise la première édition d'un Tri-nations maghrébin regroupant l'Algérie, la Tunisie et le Maroc. Validé par World Rugby, l'événement a lieu à Oran, en Algérie,.
Le Maroc remporte la Africa Silver Cup en 2017, lui permettant de se qualifier à l'Africa Gold Cup synonyme de possibilité de se qualifier en cas de victoire, à la coupe du monde de Rugby.

## Palmarès
- Africa Gold Cup : (2)
  - Vainqueur : 2003, 2005
  - Finaliste : 2000, 2001, 2004
- Africa Silver Cup : (1)
  - Vainqueur : 2017
- Africa Bronze Cup : (1)
  - Vainqueur : 2016
  - Finaliste : 2013
- Tri-nations maghrébin : (2)
  - Vainqueur : 2016, 2017
- Coupe européenne des nations FIRA :
  - Troisième : 1971, 1972, 2000

## Personnalités

### Effectif actuel
Ci-dessous, la liste des joueurs sélectionnés pour la Rugby Africa Cup 2025, à Kampala en Ouganda.

#### Avants
| Nom                | Naissance         | Sélections (Pts marqués) | Club                | Championnat | Année de 1re sélection | In     |
| Pilier             | Pilier            | Pilier                   | Pilier              | Pilier      | Pilier                 | Pilier |
| ------------------ | ----------------- | ------------------------ | ------------------- | ----------- | ---------------------- | ------ |
| Omar Dahir         | 24 avril 1994     | 2 - (0)                  | Soyaux Angoulême XV | Pro D2      | 2024                   |        |
| Zakaria El Fakir   | 29 janvier 1997   | 2 - (0)                  | Biarritz olympique  | Pro D2      | 2024                   | x      |
| Eliès El Ansari    | 22 janvier 1997   | 0 - (0)                  | Colomiers Rugby     | Pro D2      | 2025                   | x      |
| Mohamed Loukia     | 28 juillet 1993   | 3 - (0)                  | RC Narbonne         | Nationale   | 2015                   |        |
| Mourad Akkaoui     | 6 août 1992       | ? - (?)                  | Servette RC         | Nationale 2 | -                      |        |
| Nassim El Youmouri | 17 octobre 1997   | ? - (?)                  | RC Auch             | Nationale 2 | 2025                   | x      |
| Nassim Aanikid     | 4 juin 1996       | ? - (?)                  | US seynoise         | Fédérale 1  | 2025                   | x      |
| Talonneur          |                   |                          |                     |             |                        |        |
| Hayam El Bibouji   | 13 décembre 2001  | 1 - (0)                  | Section paloise     | Top 14      | 2025                   |        |
| Karim Khaouti      | 13 août 1996      | 0 - (0)                  | Stade métropolitain | Nationale 2 | 2025                   | x      |
| Hassan Haimiche    | 22 septembre 1986 | ? - (?)                  | Céret sportif       | Fédérale 1  | 2024                   | x      |
| Deuxième ligne     |                   |                          |                     |             |                        |        |
| Yassine Maamry     | 8 juillet 1993    | ? - (?)                  | Valence Romans DR   | Pro D2      | -                      | x      |
| Nassim Terki       | 16 septembre 1999 | ? - (?)                  | C' Chartres Rugby   | Fédérale 1  | 2025                   | x      |
| Mohamed Lahlali    | 12 octobre 1988   | ? - (?)                  | CA Castelsarrasin   | Fédérale 2  | -                      |        |
| Troisième ligne    |                   |                          |                     |             |                        |        |
| Nail Aït Naceur    | 8 mars 2002       | ? - (?)                  | US bressane         | Nationale   | 2024                   | x      |
| Bilal Fadli        | 30 novembre 2002  | ? - (?)                  | US Carcassonne      | Nationale   | 2024                   | x      |
| Réda El Gharbaoui  | 4 décembre 2000   | 3 - (0)                  | Avenir gruissanais  | Fédérale 1  | 2024                   | x      |
| Nabil Bouamrane    | 10 octobre 1999   | 0 - (0)                  | RC Courbevoie       | Fédérale 1  | 2025                   | x      |
| Samir Jnaoui       | 28 novembre 1990  | ? - (?)                  | JO Prades           | Fédérale 2  | 2017                   | x      |
| Amin Boukanoucha   | 26 mai 1995       | ? - (?)                  | US Pays de Gex      | Honneur     | 2017                   | x      |

#### Arrières
| Nom                | Naissance         | Sélections (Pts marqués) | Club              | Championnat   | Année de 1re sélection | In            |
| Demi de mêlée      | Demi de mêlée     | Demi de mêlée            | Demi de mêlée     | Demi de mêlée | Demi de mêlée          | Demi de mêlée |
| ------------------ | ----------------- | ------------------------ | ----------------- | ------------- | ---------------------- | ------------- |
| Ilan El Khattabi   | 10 juin 1999      | 3 - (?)                  | Rouen NR          | Nationale     | 2024                   | x             |
| Théo Bachiri       | 24 décembre 2002  | 1 - (0)                  | RC Suresnes       | Nationale     | 2025                   | x             |
| Louis Peutin       | 17 mai 2002       | 0 - (0)                  | C' Chartres Rugby | Fédérale 1    | 2025                   | x             |
| Demi d'ouverture   |                   |                          |                   |               |                        |               |
| Adil Achahbar      | 15 octobre 1988   | ? - (?)                  | AS Bédarrides     | Nationale 2   | 2010                   | x             |
| Youness Hou        | 3 novembre 1991   | ? - (?)                  | XV du Coudon      | Fédérale 1    | -                      | x             |
| Centre             |                   |                          |                   |               |                        |               |
| Naoufal El Kadri   |                   | ? - (?)                  | US seynoise       | Fédérale 1    | 2018                   | x             |
| Bilal El Khaoulani | 5 novembre 1998   | ? - (?)                  | JO Prades         | Fédérale 2    | 2024                   | x             |
| Ailier - Arrière   |                   |                          |                   |               |                        |               |
| Karim Qadiri       | 16 février 1996   | 4 - (10)                 | Oyonnax Rugby     | Pro D2        | 2017                   | x             |
| Ilan El Yahyaoui   |                   | 0 - (0)                  | RC Massy          | Nationale     | 2025                   | x             |
| Valentin Tirefort  | 1er juillet 1998  | ? - (?)                  | SC Graulhet       | Nationale 2   | 2024                   | x             |
| Morad Touizni      | 21 juillet 1992   | ? - (?)                  | RO Agde           | Fédérale 1    | 2024                   |               |
| Soheyl Jaoudat     | 30 septembre 1991 | ? (?)                    | US Issoire        | Fédérale 1    | ?                      | x             |

- La colonne In indique les joueurs actuellement sélectionnés.

### Joueurs professionnels
Joueurs professionnels d'origine marocaine sélectionnables pour le XV du Maroc :
- Eliès El Ansari (pilier, Colomiers Rugby, Pro D2)